# Prêmio Herbrand
O Prêmio Herbrand (em inglês:  Herbrand Award for Distinguished Contributions to Automated Deduction) é um prêmio concedido pela Conference on Automated Deduction (CADE) Inc., honorificando pessoas ou grupos por contribuições fundamentais no campo da dedução automática. A denominação do prêmio é uma homenagem a Jacques Herbrand

## Laureados
- 1992 Larry Wos
- 1994 Woodrow Wilson Bledsoe
- 1996 John Alan Robinson
- 1997 Wu Wenjun
- 1998 Gérard Huet
- 1999 Robert S. Boyer e J Strother Moore
- 2000 William W. McCune
- 2001 Donald W. Loveland
- 2002 Mark E. Stickel
- 2003 Peter Andrews
- 2004 Harald Ganzinger
- 2005 Martin Davis
- 2006 Wolfgang Bibel
- 2007 Alan Bundy
- 2008 Edmund Clarke
- 2009 Deepak Kapur
- 2110 David Plaisted
- 2111 Nachum Dershowitz
- 2112 Melvin Fitting
- 2013 Greg Nelson
- 2014 Robert Lee Constable
- 2015 Andrei Voronkov
- 2016 Zohar Manna e Richard Waldinger